# Synaptula violacea
Synaptula violacea is een zeekomkommer uit de familie Synaptidae.
De wetenschappelijke naam van de soort werd in 1928 gepubliceerd door Svend Geisler Heding.